# Renfe série 269.5
La série 269-500 constitue une évolution de la série 269.0 de locomotives électriques de la Renfe, dotées d'un rapport d'engrenages distinct lui permettant d'atteindre la vitesse de 160 km/h.

## Conception
Ces machines sont commandées au titre de l'extension du parc électrique dans le cadre du plan Renfe de 1972/75 qui prévoit de nombreuses électrifications, en même temps que la première tranche des BB 269.0. Elles dérivent de la série 8900 (289) dont elles conservent les parties mécaniques, mais avec un appareillage électrique simplifié. La commande initiale ne porte que sur quatre unités, toutes construites par la CAF à Beasain et livrées en 1974 avec la classique décoration verte à bandes jaunes. La 269-504 diffère des autres par ses pantographes disposés à l'inverse du reste de la série.
La crise énergétique de 1973 provoque une révision des prévisions à la hausse : le nouveau plan Renfe pour 1974/1977 prévoit l'électrification de 2757 kilomètres de lignes, d'où de nouvelles commandes de matériel. La série 269.5 ayant donné satisfaction, 18 unités supplémentaires sont commandées. Elles sont livrées en 1978 et 1979 pour les deux dernières. Elles ne diffèrent des quatre premières que par la présence du nouveau monogramme Renfe sur les moustaches de la face avant. Leur service à grande vitesse durera peu. Les bogies dont elles étaient équipées n'étaient pas prévus pour des vitesses dépassant les 140 km/h. Vouloir atteindre 160 km/h avec était assez téméraire. Dans les années 1990, les cabines sont équipées de l'air conditionné.

## Service effectué
Les 269-501 à 504 sont livrées neuves au dépôt barcelonais de Casa Antunez et affectées aux trains les plus rapides entre Port-Bou et Valence (le Talgo Mare Nostrum), Barcelone et Saragosse, Barcelone et Séville ou Malaga (l'express Sevillano). Lorsque la deuxième sous-série est livrée, seule la 269-505 est affectée à Barcelone. En compagnie des 269-501 à 504, elle se retrouve en tête des express et le roulement comprend désormais de nouveaux services vers Madrid, La Corogne et Vigo. Toutes les autres sont affectées au dépôt de Miranda del Ebro. En 1983, toute la série est d'ailleurs regroupée dans ce dernier dépôt. Elles se retrouvent en tête de trains de voyageurs ou de marchandises sur les lignes Madrid-Irun, Miranda del Ebro-Bilbao, Irun-Saragosse-Barcelone, Pampelune-Castejón, etc. Elles assurent encore certains trains de prestige comme l'Iberia Expreso jusqu'à Medina del Campo. 

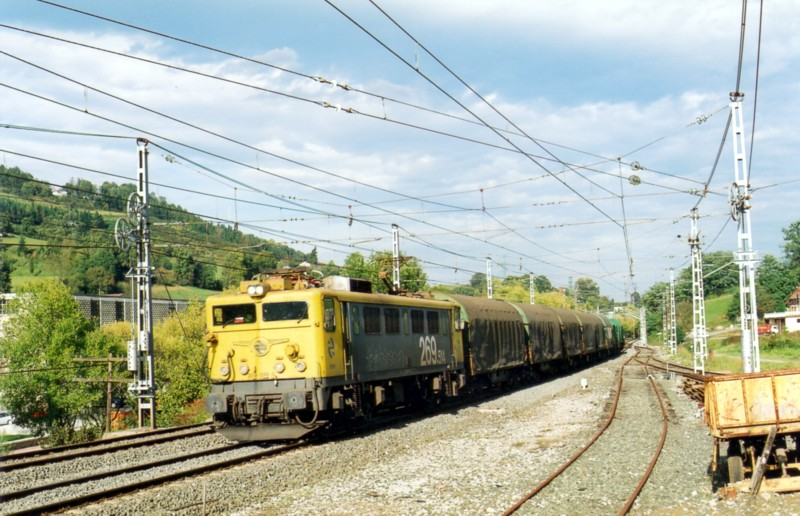
La 269-514 à Andoaïn le 14 octobre 2002

En 1990, toute la série est versée à l'Unidade de Negocio (UN) Traccion récemment créée. Elles reçoivent alors la nouvelle livrée jaune et grise (parfois connue sous le nom de livrée "taxi"). En 1994, elles sont réaffectées aux UN Transportes Combinados ou Cargas. 10 unités sont affectées au dépôt de Leon. En 1995, trois autres sont également affectées à Saragosse. Elles ne remorqueront plus jamais de trains de voyageurs. Leurs vitesses maximales sont revues à la baisse, et elles sont désormais cantonnées à la remorque de convois dont la vitesse n'excède pas les 120 km/.
Après la disparition de l'UN traccion, six machines vont être réaffectées à la série 269.0 sans modifications mécaniques :
- La 269-512 devient 269-109
- La 269-510 devient 269-110
- La 269-506 devient 269-111
- La 269-504 devient 269-112
- La 269-516 devient 269-113
- La 269-515 devient 269-114

En avril 2001, le reste de la série est réparti entre les dépôts de Miranda del Ebro (269-501, 505 à 508, 511 et 513, et 518), Saragosse-Delicias (269-502 et 503, 509, et 514), et Barcelone-Can Tunis (269-517, et 519 à 522)